# Distrito Escolar Unificado de Corona y Norco

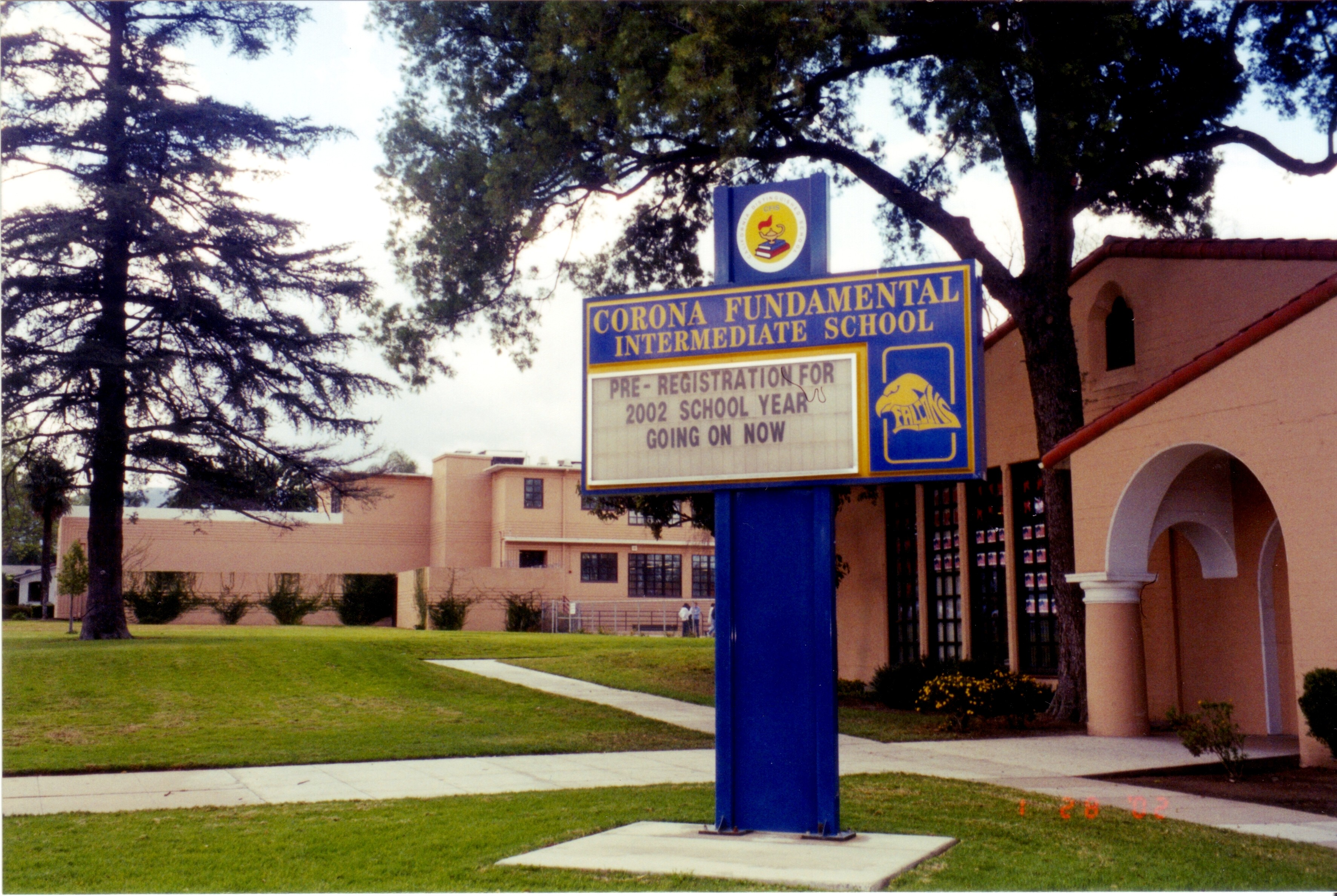
Letrero del Distrito Escolar Unificado de Corona y Norco

El Distrito Escolar Unificado de Corona y Norco (Corona-Norco Unified School District, CNUSD) es un distrito escolar del Condado de Riverside, California. Tiene su sede administrativa en Norco, y sirve las ciudades de Norco, Corona y Eastvale.
A partir de 2016 CNUSD es el distrito escolar más grande del condado y el décimo más grande del estado. A partir de 2016 tenía más de 53.000 estudiantes.

## Escuelas
Gestiona 31 escuelas primarias, 8 escuelas medias/intermedias, 5 escuelas preparatorias comprehensivas, una escuela "middle college", y tres escuelas alternativas.